# Sigagryllus camerunensis
Sigagryllus camerunensis är en insektsart som först beskrevs av Lucien Chopard 1945.  Sigagryllus camerunensis ingår i släktet Sigagryllus och familjen syrsor. Inga underarter finns listade i Catalogue of Life.